# Dicranomyia stylifera
Dicranomyia stylifera är en tvåvingeart som beskrevs av Paul Lackschewitz 1928. Dicranomyia stylifera ingår i släktet Dicranomyia och familjen småharkrankar. Enligt den finländska rödlistan är arten nära hotad i Finland. Arten är reproducerande i Sverige. Artens livsmiljö är källmiljöer. Inga underarter finns listade i Catalogue of Life.